# Allez la rafale !
Allez la rafale ! est une série télévisée française en six épisodes de 52 minutes réalisée par Yannick Andréi, diffusée en 1977 sur la chaîne Antenne 2. Consacrée à l'univers du rugby à XV, elle raconte les aventures du club de rugby fictif du village de Sainte-Colombe, « La Rafale ».

## Histoire
La série télévisée Allez la rafale ! écrite par Jean Chouquet et dialoguée par Denis Lalanne, nous plonge dans le rugby de village typique du Sud-Ouest. Le principal rôle, campé par Angelo Bardi, est celui de l'abbé Carçabal qui est également l'entraîneur du club local : la Rafale. Le fameux cri Allez la rafale! est poussé par les joueurs quand ils entrent en mêlée fermée.

## Distribution
- Angelo Bardi : abbé Carçabal
- Henri Génès : Oscar Puig de la Motte
- Edward Meeks : Peter Fortilove
- Gaëtan Jor : Bonnegarde
- Gabriel Jabbour : Jeff Larsen
- Hubert de Lapparent : Pépé Lapigne
- Albert Garat : Testemale
- Jean-Claude Mondaty : Jean-Loup
- Marianne Borgo : Liz
- Dominique Sandrel : Mme Desclaux
- Patricia Calas : Patonne
- Claude Marcault : Fanchon Navarre-Bonnegarde
- Jean Larroquette : Michel Navarre
- Guy Saint-Jean : Lacrampe
- Paul Bisciglia : Riton
- René Brant : Dr Malabat
- Hélène Tossy : Tantoine
- Jane Beneto : Mme Testemale
- Raymond Paquet : Dusséqué
- Dominique Lacouture : Muguet
- André Junca : Germinal
- Jean-Claude Colas : Benjamin
- Yves Harte : Furet
- Robert Bry-cantal : l'évèque
- Olivier Lapargue : 1er dégourdi
- Laurent Lafargue : 2e dégourdi
- André Cassan : Président des bleus
- Marius Balbinot : Carafoncq
- Marcel Roche : 1er arbitre
- Jacques de berne : Président de Tignousses
- Jacques Massot : 3e arbitre
- Félix de Rochebrune : l'huissier
- Jean-Marie Gonzales : Bonessian

## Roman
Le feuilleton a été adapté sous forme de roman : 
- 1977 : Allez la rafale !, Denis Lalanne, Jean Chouquet, André-Jean Lafaurie ; Mengès  (ISBN 978-2-85620-012-4)